# Depended
Depended ist eine deutsche Rockband, die 2002 gegründet wurde. Die Band besteht aus Sänger und Gitarrist Steven Popko sowie Gitarrist Markus Weber-Frede. Die Band wird bei Konzerten von Gastmusikern unterstützt.

## Geschichte
Bandmitglieder sind Steven Popko sowie Markus Weber-Frede, beide als Gitarristen und Sänger. Von 2002 bis 2009 spielte Depended über 500 Konzerte auf Festivals, in Clubs und in privaten Wohnzimmern. Die Konzertphase verschaffte der Band eine Fangemeinde und etablierte sie in der deutschen Rockszene.
Depended arbeitete 2006 mit dem deutschen Schlagersänger Jürgen Drews an dem Kinofilm Der Prinz aus Wanne-Eickel zusammen. Aus dieser Kooperation entstand der Soundtrack Willkommen im Leben, zu dem die Band ihren eigenen Song Dein Lächeln beisteuerte.
Im Laufe ihrer Karriere teilte sich Depended die Bühne mit zahlreichen Bands der deutschsprachigen Rock- und Alternative-Szene, darunter Sub7even, Daniel Wirtz, Frei.Wild, Berserker, Kärbholz, Knorkator und Extrabreit. Die Auftritte trugen zum Live-Sound der Band bei, der von Gitarrenriffs und emotionalen Texten geprägt ist.
Nach einer längeren kreativen Pause kehrte Depended 2024 mit neuen Veröffentlichungen zurück, darunter die digitale Neuauflage des Albums Ruhrpott Rock n Roll und die Single Hauptgewinn, die voraussichtlich am 18. Oktober 2024 erscheint.

## Stil
Der Stil von Depended vereint Elemente des klassischen Rock mit modernen Einflüssen. Die Texte sind oft tiefgründig und thematisieren persönliche Herausforderungen, Beziehungen und die Selbstfindung. Durch ihre musikalische Verwurzelung im Ruhrgebiet spiegelt ihre Musik die Mentalität dieser Region wider.

## Diskografie
- 2005: Wanne-Rockt (Live-DVD)
- 2006: Ruhrpott Rock n Roll (Album, Soundtrack des Films Der Prinz aus Wanne-Eickel)
- 2006: Werner aus Wanne-Eickel (Beitrag zum Sampler Fanzhelfen)
- 2007: HEV 2007 (Single)
- 2008: So wie wir das wollen (Studioalbum)
- 2009: Abschiedskonzert
- 2024: Hauptgewinn (Single)